# 2036
Het jaar 2036 is een jaartal in de 21e eeuw volgens de christelijke jaartelling.

## Gebeurtenissen
- 13 april - Er wordt een nadering van de planetoïde 99942 Apophis langs de aarde verwacht. Het object heeft een gewicht van ongeveer 20 miljoen ton, tot op heden weinig gevaar voor een botsing met de aarde.